# Cándido Camero
Pour les articles homonymes, voir Candido et Camero.
Cándido Camero de Guerra alias Cándido Camero né le 22 avril 1921, à San Antonio de los Baños et mort le 7 novembre 2020 à New York, est un percussionniste joueur de bongo, congas, contrebasse originaire de Cuba.
Il a notamment collaboré avec Dizzy Gillespie.

## Biographie
Camero est né à San Antonio de los Baños, près de La Havane, de Caridad Guerra et Cándido Camero. Il a appris à jouer avec des bidons de lait condensé. Il a ensuite déménagé à La Havane. Le père de Camero lui a appris à jouer du tres, un type de guitare. Il a également appris à jouer de la basse, du bongo et de la conga, cette dernière devenant plus tard son instrument principal. 
Au début de sa carrière, Camero a joué comme conguero pour le Tropicana Club. Il a déménagé à New York en 1946 ou 1947, après être arrivé pour la première fois dans la ville lors d'une tournée. Il a joué pour la première fois à New York dans la revue musicale, Tidbits, au Plymouth Theatre de Broadway en 1946 en soutenant l'équipe de danse cubaine de Carmen et Rolando. En 1948, il réalise son premier enregistrement américain avec Machito and His Afro-Cubans sur l'air "El Rey del Mambo" et travaille avec Dizzy Gillespie. Pendant 1953–54, il était dans le trio de Billy Taylor et en 1954 il a joué et enregistré avec Stan Kenton. 
En tant que l'un des congueros les plus connus aux États-Unis, Camero a joué dans des émissions de variétés telles que The Jackie Gleason Show et The Ed Sullivan Show. 
L'album de Camero, Inolvidable, a été nommé pour le Grammy Award du meilleur album latin tropical en 2004. Il a reçu la dotation nationale pour les Arts Jazz Masters Award en 2008. Il a reçu un prix d'accomplissement de vie de l'académie d'enregistrement latine l'année suivante. Un documentaire sur Camero intitulé Candido: Hands of Fire est sorti en 2006.
Camero est décédé le 7 novembre 2020 à son domicile de New York. Il avait 99 ans.

## Discographie
- 1951. Chico O'Farrill & his orchestra - LP/33-30 - Verve 2024.
- 1951 (?).  Stan Kenton : Showcase - LP/33-30 - Capitol Jazz 7243 5 25244 2-6. 2000 : CD°.
- 1952. Bebo Valdés & his Havana All Stars : Descarga caliente  - LP/33-30 - ?. 1996 : CD°^ Caney 512.
- 1953. Woody Herman & the Woodchoppers - LP/33-30 - Verve 2030.
- 1954a. Billy Taylor with Candido - LP/33-30 - ?.
- 1954b. Chico O'Farrill : Cuban Blues - LP/33-30 - Verve ?. r : CD° Polydor 533256.
- 1954c. Dizzy Gillespie 's Orchestra : Afro-Cuban Suite - LP/33-30 - ?. r2002. "Afro" - CD° - Norgran Records/Verve Universal records 314417052-2.
- 1955a. Bebo Valdés y su orquesta : Holiday in Havana - LP/30 - ?.
- 1955b. Candido + Al Cohn - LP/33-30 - ABC Paramount  125.
- 1956a. Tito Puente : Cuban Carnival - LP/33-30 - RCA ?. r : CD° BMG 2349-2-RL.
- 1956b. Kenny Burrell : Introducing Kenny Burrell - LP/33-30 - Blue Note "Connoisseurs Series".
- 1956c. Duke Ellington & his orchestra : A drum is a woman - LP/30 - Columbia CL 951.
- 1957a. Machito & his Afro-Cubans : Kenya - LP/33-30 ?. CD° Palladium 104.
- 1957b. Candido : Calypso Dance Party - LP/33-30 - ABC Paramount 178.
- 1957c. Candido : The Volcanic - LP/33-30 - ABC Paramount 180.
- 1957d. Art Blakey Percussion ensemble : Drum Suite - LP/33-30 - CBS 231 (Face A).
- 1958. Candido : In Indigo - LP/33-30 - ABC Paramount 236.
- 1959. Candido : Latin Fire - LP/33-30 - ABC Paramount 286
- 1960. Jazz at the Philharmonic : Wheatleigh Hall - LP/33-30 - ?.
- 1962. Candido : Conga Soul - LP/33-30 - Roulette 52078.
- 1963. Candido : Comparsa - LP/33-30 - ABC Paramount 453.
- 1964. Winton Kelly : It's All Right ! - Verve V6-8588
- 1965. Wes Montgomery : Wes Montgomery with Strings - LP/33-30 - Verve V 6-8625.
- 1966. Pérez Prado & his orchestra : Concierto para bongo - LP/33-0 - WS Latino SD 13.
- 1967. Sonny Rollins : What's New - LP/33-30 - ?.
- 1969a. Elvin Jones : The Prime Element  - LP/33-30 - Blue Note BN 506-H2. CD° Blue Note BN 4 385-2.
- 1969b. Elvin Jones : ? - LP/33-30 - Blue Note LA 110.
- 1969c. Bobby Hutcherson : Now ! - LP/33-30 - Blue Note 84333.
- 1970a. Candido Camero : Thousand Finger Man - LP/33-30 - Solide State 18066. r : CD ° Blue Note 22664.
- 1970b. Candido Camero : Beautiful - LP33-/30 -  Blue Note 84357. 2003 : CD° Blue Note 80730 ("Rare Groove Series").
- 1970c. Elvin Jones : Coalition - LP/33-30 - Blue Note BST 84361.
- 1971. Candido Camero : Brujerias de Candido - LP/30 - Tico ?. CD° Tico 1142.
- 1973. Candido Camero : Drum Fever - LP/33-30 - Polydor 5063.
- 1975. Elvin Jones : New Agenda - LP/33-30 - Vanguard VSD 79362.
- 1979. Candido Camero : Dancin' & Prancin' - LP/33-30 - Salsoul ?.
- 1994. Dexter Gordon : Dexterity - CD - Jazz World 102.303.
- 2000. Conga Kings - CD - Chesky 193.